# Халилов, Рустем Радикович
Рустем Радикович Халилов (р.10 декабря 1979, г.Ишимбай) — российский пятиборец. Мастер спорта России международного класса (2000) по современному пятиборью. Серебряный призёр чемпионатов мира и Европы в личном зачёте, чемпион мира и Европы в командном зачёте, чемпион Европы в эстафете (все — 2000) среди юниоров. Член сборной команды России (2000).

## Биография
Окончил УГАТУ (2003), факультет экономики, менеджмента и финансов. Воспитанник Республиканской СДЮСШОР по современному пятиборью (тренер - зтр РФ А. М. Уткин), спортклуба УГАТУ.
Выступал за «Динамо» (Уфа).

## Спортивные достижения
Мастер спорта России международного класса (2000) по современному пятиборью. Серебряный призёр чемпионатов мира и Европы в личном зачёте, чемпион мира и Европы в командном зачёте, чемпион Европы в эстафете (все — 2000) среди юниоров.